# گورستان آئویاما
گورستان آئویاما (انگلیسی: Aoyama Cemetery) یک گورستان در آئویاما، میناتو-کو، توکیو، توکیو، ژاپن است که توسط دولت شهری توکیو مدیریت می‌شود. این گورستان به دلیل ساکورا نیز معروف است و در فصل هانامی محبوب است.